# Michael Meier
Michael Meier SVD (ur. 19 października 1928 w Wolfshausen, zm. 3 kwietnia 2022 w St. Wendel) – niemiecki duchowny rzymskokatolicki, werbista, misjonarz, arcybiskup Mount Hagen, przewodniczący Konferencji Episkopatu Papui-Nowej Gwinei i Wysp Salomona.

## Biografia
Michael Meier urodził się 19 października 1928 w Wolfshausen w Niemczech. W 1950 rozpoczął nowicjat w Sankt Augustin. Dwa lata później złożył pierwsze śluby zakonne. Następnie odbył studia teologiczne i filozoficzne, po których złożył śluby wieczyste. 30 maja 1957 z rąk wikariusza apostolskiego Larantuka Gabriela Maneka SVD otrzymał święcenia prezbiteriatu i został kapłanem Zgromadzenia Słowa Bożego.
W 1962 rozpoczął pracę w Papui-Nowej Gwinei. Najpierw w Port Moresby, później na południowym wybrzeżu, a następnie w górach. Wykładał historię Kościoła i teologię fundamentalną. W 1973 został wikariuszem generalnym diecezji Mount Hagen.
2 lipca 1984 papież Jan Paweł II mianował go koadiutorem arcybiskupa Mount Hagen. 15 sierpnia 1984 przyjął sakrę biskupią z rąk arcybiskupa Mount Hagen George'a Elmera Bernardinga SVD. Współkonsekratorami byli pronuncjusz apostolski w Papui-Nowej Gwinei Francesco De Nittis oraz biskup Bougainville Gregory Singkai.
7 marca 1987, po przejściu na emeryturę abpa Bernardinga, objął arcybiskupstwo. W latach 1990–1993 pełnił funkcję przewodniczącego Konferencji Episkopatu Papui-Nowej Gwinei i Wysp Salomona. W latach 1991–1995 był ponadto administratorem apostolskim diecezji Goroka.
Ze względu na osiągnięcie wieku emerytalnego złożył dymisję, którą papież przyjął dwa lata później – 17 lipca 2006.
Podczas swojego pontyfikatu kładł nacisk na powołania, edukację i opiekę nad chorymi (zwłaszcza zakażonymi wirusem HIV).